# TRF1
El Tr-F1 es un obús remolcado de 155 mm francés producido por Nexter (antes Giat Industries) y utilizado por varios ejércitos.

## Rendimiento
- Puesta en batería: 2 min

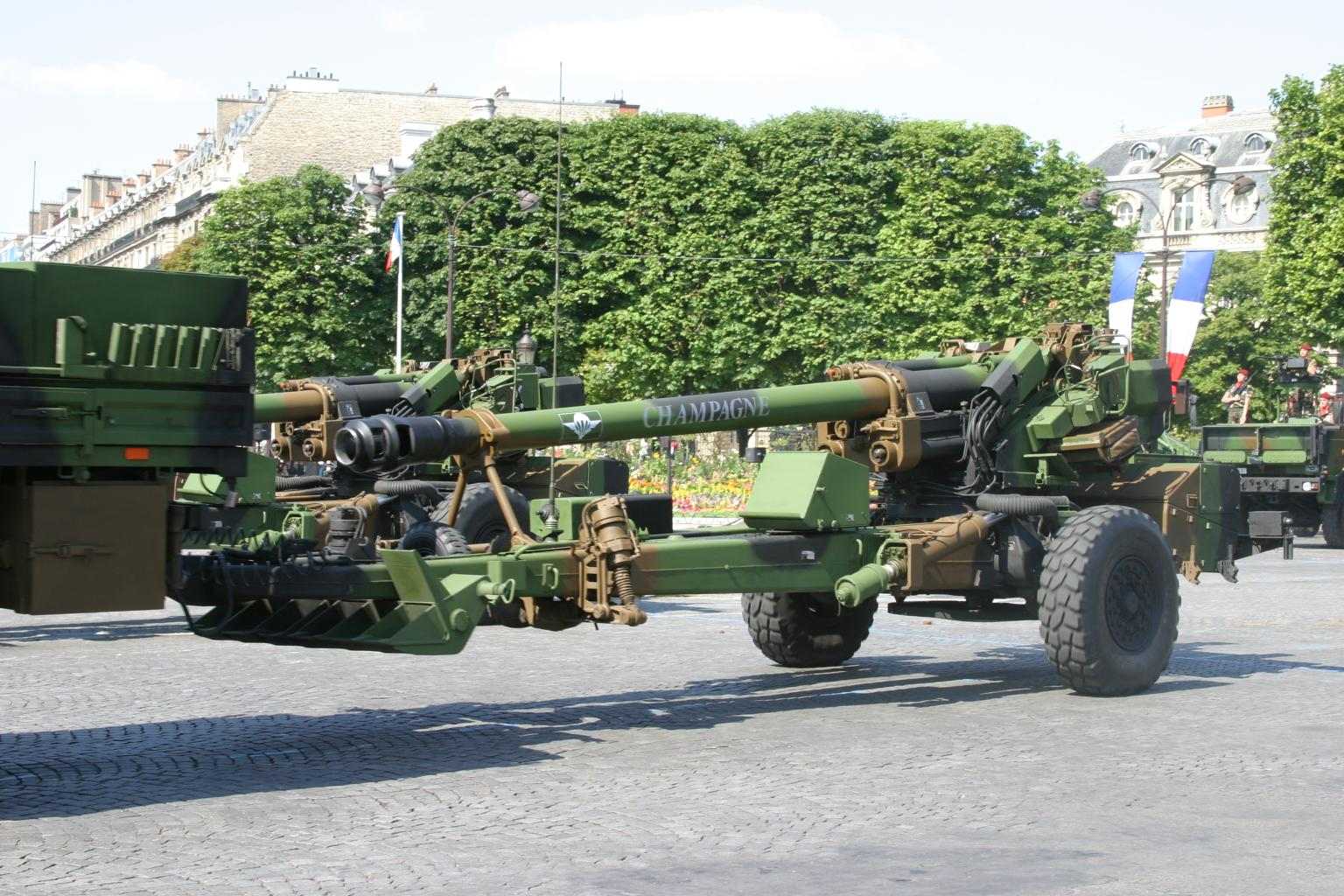
TRF1

- Cruzando de pendientes de 60%,  vados de 1,20 m.
- Campo de fuego horizontal : 445 mil a la izquierda, 675 mil a la derecha.
- Apuntado hidráulico.

## Munición
- Capacidad de transporte: 56 tiros.
- Puede disparar todos los proyectiles de 155 mm (el proyectil estándar es el de alto poder explosivo)
- Los casquillos son combustibles, lo cual mejora la cadencia de disparo: no hay nada que extraer antes de recargar.

## Operadores
- Francia - 105 piezas
- Arabia Saudita - 28 piezas
- Chipre - 12 piezas